# Municipio de Morven
El municipio de Morven (en inglés: Morven Township) es un municipio ubicado en el  condado de Anson en el estado estadounidense de Carolina del Norte.En el año 2010 tenía una población de 2.065 habitantes.

## Geografía
El municipio de Morven se encuentra ubicado en las coordenadas 34°51′34.56″N 79°58′21.22″O / 34.8596000, -79.9725611.